# Ernst Jean-Joseph
Ernst Jean-Joseph (Cabo Haitiano, 11 de junio de 1948-Puerto Príncipe, 14 de agosto de 2020) fue un defensa de fútbol haitiano que jugó en la Copa Mundial de la FIFA 1974. Fue el primer jugador expulsado de una Copa Mundial por dopaje.
Fue asistente del entrenador Charles Vorbes del Violette que ganó la Copa de Campeones de la Concacaf 1984.

## Trayectoria
Descrito como un "mulato pelirrojo" por Brian Glanville, jugó en las divisiones inferiores del AS Capoise, pero debutó profesionalmente en 1962 con Violette AC y luego estuvo brevemente en Chicago Sting de la North American Soccer League.
En el verano de 1976, jugó en la Canadian National Soccer League con los Tigres de Ottawa.

## Selección nacional
Falló una prueba de dopaje después del partido inaugural contra Italia en el Mundial 1974. Por eso, fue el primer jugador en ser suspendido por usar una sustancia prohibida en la historia de la Copa del Mundo.
Su amarga experiencia en la Copa del Mundo no fue el final de su carrera internacional, ya que jugó en siete partidos para su selección, previo a la Argentina 1978, y uno en la antesala también, de lo que fue la España 1982, que fue una victoria por 1-0 sobre las Antillas Neerlandesas el 12 de septiembre de 1980 en Puerto Príncipe.

### Participaciones en Copas del Mundo
| Mundial                        | Sede     | Resultado    |
| ------------------------------ | -------- | ------------ |
| Copa Mundial de Fútbol de 1974 | Alemania | Primera fase |

## Clubes
| Club                   | País           | Año       |
| ---------------------- | -------------- | --------- |
| Violette               | Haití          | 1962-1980 |
| Ottawa Tigers (cesión) | Canadá         | 1976      |
| Chicago Sting (cesión) | Estados Unidos | 1978      |

## Palmarés

### Títulos nacionales
| Título        | Equipo   | País  | Año  |
| ------------- | -------- | ----- | ---- |
| Liga Nacional | Violette | Haití | 1968 |
| Copa Nacional | Violette | Haití | 1968 |
| Copa Nacional | Violette | Haití | 1978 |

### Títulos internacionales
| Título                                | Equipo | Sede  | Año  |
| ------------------------------------- | ------ | ----- | ---- |
| Campeonato de Naciones de la Concacaf | Haití  | Haití | 1973 |